# مصلحة الضرائب العقارية (مصر)
مصلحة الضرائب العقارية هي مصلحة حكومية مصرية تابعة لوزارة المالية، أنشأت سنة 1883 وهي بذلك تعد أقدم مؤسسة ضريبية وأوسعها انتشارا إذ يغطى البناء المؤسسي للضرائب العقارية نحو 6000 قرية، ونجع بالإضافة إلي سائر المدن المصرية، تشرف على تطبيق القوانين المختلفة في مجالات الضريبة على الزراعة والعقارات المبنية، ضريبة الملاهي، ويتبع لها سبعة وعشرين مديرية بمختلف محافظات الجمهورية.

## المهام
تختص المصلحة بما يلى:
1. القيام بعملية حصر وتقدير وربط وتحصيل الضريبة على الأطيان الزراعية والعقارات المبنية ومايلحق بها من ضرائب إضافية ورسوم متنوعة
2. تحصيل الضريبة المفروضه على محال الفرجة والملاهى وما يلحق بها من رسوم في جميع المحافظات ماعدا القاهرة والأسكندرية .
3. تقدير وتحصيل إيجارات أطيان الحكومة وتحصيل أثمان ما يباع منها بالتقسيط .
4. تنفيذ أعمال المساحة وحصر التكاليف للأفراد من الأطيان والمبانى وما يطرأ عليها من تغيير .
5. حصر ومسح أطيان الحكومة المنزرعة خفية وتحصيل مقابل الانتفاع بها .
6. المساهمة في بعض أعمال التسويق الزراعى والتعاونى وخصم المستحقات من أثمان المحصولات المسوقة تعاونيا .
7. تحصيل مستحقات ومطلوبات بعض المصالح الحكومية والهيئات الأخرى ومنها على سبيل المثال:

- مصاريف إنشاء وتمهيد الطرق ومصاريف نقاوة دودة القطن وأجور الرى وتطهير المساقى وصيانة الآثار .
- تحصيل ضريبة الإستغلال الزراعى للمحاصيل البستانية .
- تحصيل رسم التمغة على إيصالات سداد أجرة العقارات المبنية .
- تحصيل رسم السجل العينى على الأطيان الزراعية والعقارات المبنية .
- تحصيل رسم التأمين الإجتماعى على جميع ملاك الأراضى الزراعية .
- الإشراف على دار المحفوظات العمومية التي تختص بدورها بحفظ وترتيب دفاتر وسجلات ومستندات جميع الوزارات والمصالح الحكومية واستخراج الكشوف الرسمية والبيانات التي تطلبها هذه الوزارات والمصالح والأفراد من واقعها .
- تحرير الكشوف الرسمية الخاصة بالملكية العقارية من واقع دفاتر المكلفات وإعطاء المستخرجات الرسمية بجميع أنواعها لمن يطلبونها وكذا إعطاء صور من شهادات المواليد والوفيات .
- المحافظة على كافه الدفاتر والمكلفات والمستندات المحفوظه بالدار وذلك بتصويرها بأجهزة الميكروفيلم وكذلك القيام بذات العمل بالنسبة لدفاتر ومستندات المصالح والوزارات الأخرى التي تطلب ذلك .
- معاونة بعض الوزارات والمصالح في أداء أعمالها الأساسية ومن أمثلة ذلك وزارة الداخلية ووزارة الزراعة ووزارة الصحة وهيئة إستصلاح الأراضى وأملاك الدولة الخاصة ..... الخ وذلك بتحرير الكشوف وإعداد الإحصائيات التي تطلبها الجهات المذكورة .
- تحصيل أنواع أخرى من المبالغ التي يتحتم على صيارف المصلحة قبولها في مقار أعمالهم دون أن يكون لهم شأن في تحصيلها كرسوم تحقيق الشخصية ورسوم المحاكم الشرعية والأهلية ورسوم شهادات المواليد والوفيات وكشوف الأطيان ورسوم رخص حمل السلاح ورسوم رخص السيارات ....الخ .

## الجهات التابعة
- دار المحفوظات العمومية
- معهد المحصلين والصيارف
- جهاز الميكروفيلم
- صندوق التأمين الحكومي لأرباب العهد

## وصلات خارجية
- الموقع الرسمي